# Focke-Achgelis Fa 223 Drachen
Le Focke-Achgelis Fa 223 Drachen (Dragon) était un hélicoptère militaire développé par la société Focke-Achgelis pendant la Seconde Guerre mondiale. Il est une évolution du Focke-Wulf Fw 61 Hornisse (« frelon ») d'avant-guerre. C'est sur cet appareil que fut mis au point le dispositif de plateau cyclique généralement utilisé encore aujourd'hui et qui permet au pilote de commander chacune des pales individuellement.
C'est le premier hélicoptère de l'histoire à avoir fait l'objet d'une production en série, mais aussi le premier de type militaire à avoir subi un crash lors d'une mission.

## Historique
Après les vols de démonstration impressionnants du Fw 61 effectués par Hanna Reitsch à l'intérieur de la Deutschlandhalle en 1938, le Ministère de l'Aviation du Reich (Reichsluftfahrtministerium ou RLM) avait confié à Focke-Wulf le développement d'un hélicoptère destiné à des missions militaires et pouvant soulever 700 kg de charge utile.

## Conception
C'était un hélicoptère monomoteur qui pouvait transporter jusqu'à cinq passagers.
Son fuselage était constitué d'un treillis de tubes d'acier enrobé de toile en partie arrière. Il possédait un empennage en « T », la dérive de profondeur étant munie d'un dispositif compensateur. La partie avant du fuselage (poste de pilotage et moteur) avait un carénage en tôle. Son équipage de deux hommes (pilote et observateur) prenait place côte à côte sous une grande verrière (surnommée la serre) offrant une visibilité tous azimuts. Le moteur en étoile à neuf cylindres et la boîte de transmission étaient placés près du centre de gravité.
L'appareil possédait deux rotors principaux disposés côte-à-côte aux extrémités de poutres latérales, composées chacune d'un treillis de tubes d'acier. Leur entraxe était de 12,50 m. Chaque rotor comportait trois pales constituées d'un longeron en acier et de nervures en bois. Leur bord d'attaque était en bois et le reste de la pale était entoilé.
La soute placée entre le cockpit et le groupe moteur comportait un treuil électrique muni d'un crochet auquel on pouvait accrocher une élingue pour soulever du fret ou une corbeille de sauvetage. Un réservoir auxiliaire largable de 300 litres lui permettait d'effectuer des vols de convoyage.

## Engagements
Les premiers essais du prototype (Fa 223 V1) commencèrent en 1939. Un an plus tard, le pilote (Flugkapitän Carl Bode) procédait aux premiers vols libres. Tout comme son prédécesseur le Fw 61, cet appareil battit immédiatement plusieurs records du monde qui ne furent cependant pas homologués du fait de l'état de guerre. Entre autres, il atteignit la vitesse de 182 km/h et une vitesse ascensionnelle de 8,8 m/s pour une masse maximale de 3 705 kg.
La production en série avait d'abord été prévue à Delmenhorst près de Brême mais à la suite des bombardements elle fut transférée dans le sud à Laupheim près d'Ulm. Vers la fin de la guerre, l'usine Weser Flugzeugbau située près de l'aérodrome Berlin-Tempelhof participa aussi à la production.
Les plans de production massive prévoyaient 400 machines par mois, mais une vingtaine d'exemplaires seulement furent construits à partir de 1942. Une dizaine ont été effectivement mis en service avant que les Alliés ne détruisent les sites de production. Au sein du 40e escadron de transport, de nombreuses missions furent réalisées.
Le 4 décembre 1943, un appareil de ce type est perdu lors d'une mission de sauvetage dans le secteur du massif du Mont-Blanc, marquant ainsi la premier accident d'hélicoptère en zone de montagne. L'appareil s'écrase à proximité du sanatorium Martel de Janville, au plateau d'Assy, situé sur le territoire de la commune de Passy. Les deux occupants, l'Oberleutnant Brennecke et son assistant, meurent sur le coup. L'accident est également présenté comme le premier crash connu d'un hélicoptère militaire en mission.

## Après-guerre

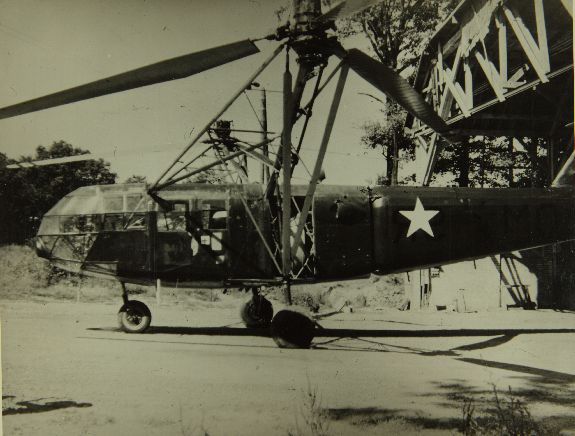
Un exemplaire capturé par les Américains en 1945

Un engin capturé par les Britanniques a été le premier hélicoptère à traverser la Manche, en septembre 1945. Il s'écrasa plus tard à la suite d'une mauvaise maintenance.
Deux autres exemplaires furent saisis par les Américains en mai 1945.
La Tchécoslovaquie en reçut deux construits après guerre, désignés VR-1.
Une version française (voir aussi Opération Paperclip) est née en 1948 sous le nom de SNCASE SE.3000 chez SNCASE. Elle ne présentait que des différences mineures par rapport au Drache d'origine. C'est avec elle que naquit la division hélicoptères de la future société Aérospatiale devenue depuis Eurocopter.

## Fiche technique
- Encombrement
  - longueur : 12,25 m
  - hauteur : 4,35 m
  - diamètre rotor : 12 m
- Motorisation
  - 1 moteur en étoile à neuf pistons BMW Bramo 323D-2 de 1 000 ch
- Performances
  - vitesse maximale : 175 km/h
  - vitesse de croisière : 120 km/h
  - plafond opérationnel : 2 010 m
  - distance franchissable (avec réservoir auxiliaire) : 700 km
- Masses
  - masse à vide : 3 175 kg
  - masse maxi au décollage : 4 310 kg